# استان مانوئل ماریا کابالرو
استان مانوئل ماریا کابالرو (انگلیسی: Manuel María Caballero Province) یکی از استان‌های بولیوی در بولیوی است که در شهرستان تاریزا واقع شده‌است.